# Новопетропавловский сельсовет (Курганская область)
Новопетропа́вловский сельсове́т — муниципальное образование со статусом сельского поселения в Далматовском районе Курганской области Российской Федерации.
Административный центр — село Новопетропавловское.

## История
В соответствии с Законом Курганской области от 6 июля 2004 года № 419 сельсовет наделён статусом сельского поселения.

## Население
| 1989  | 2002  | 2010  | 2012  | 2013  | 2014  | 2015  |
| ----- | ----- | ----- | ----- | ----- | ----- | ----- |
| 2195  | ↘1813 | ↘1518 | ↘1488 | ↘1478 | ↘1463 | ↘1429 |
| 2016  | 2017  | 2018  | 2019  | 2020  |       |       |
| ↘1399 | ↘1390 | ↘1348 | ↘1330 | ↘1310 |       |       |

## Состав сельского поселения
| № | Населённый пункт    | Тип населённого пункта       | Население |
| - | ------------------- | ---------------------------- | --------- |
| 1 | Ленинка             | деревня                      | ↘30       |
| 2 | Малиновка           | деревня                      | ↘330      |
| 3 | Новопетропавловское | село, административный центр | ↘1158     |